# Finnhawk
Die Finnhawk ist ein in Oskarshamn gebautes Handelsschiff, das in eine RoPax-Fähre umgebaut wurde.

## Geschichte

### Finnhawk
Das Schiff wurde, wie auch das Schwesterschiff Finnrose, 1980 auf der Oskarshamns Varv in Oskarshamn gebaut. Die Kiellegung fand am 25. Januar, der Stapellauf am 1. August 1980 statt. Die Fertigstellung des Schiffes, das als Finnhawk in Fahrt kam, erfolgte am 22. Dezember 1980.

### Malmö Link

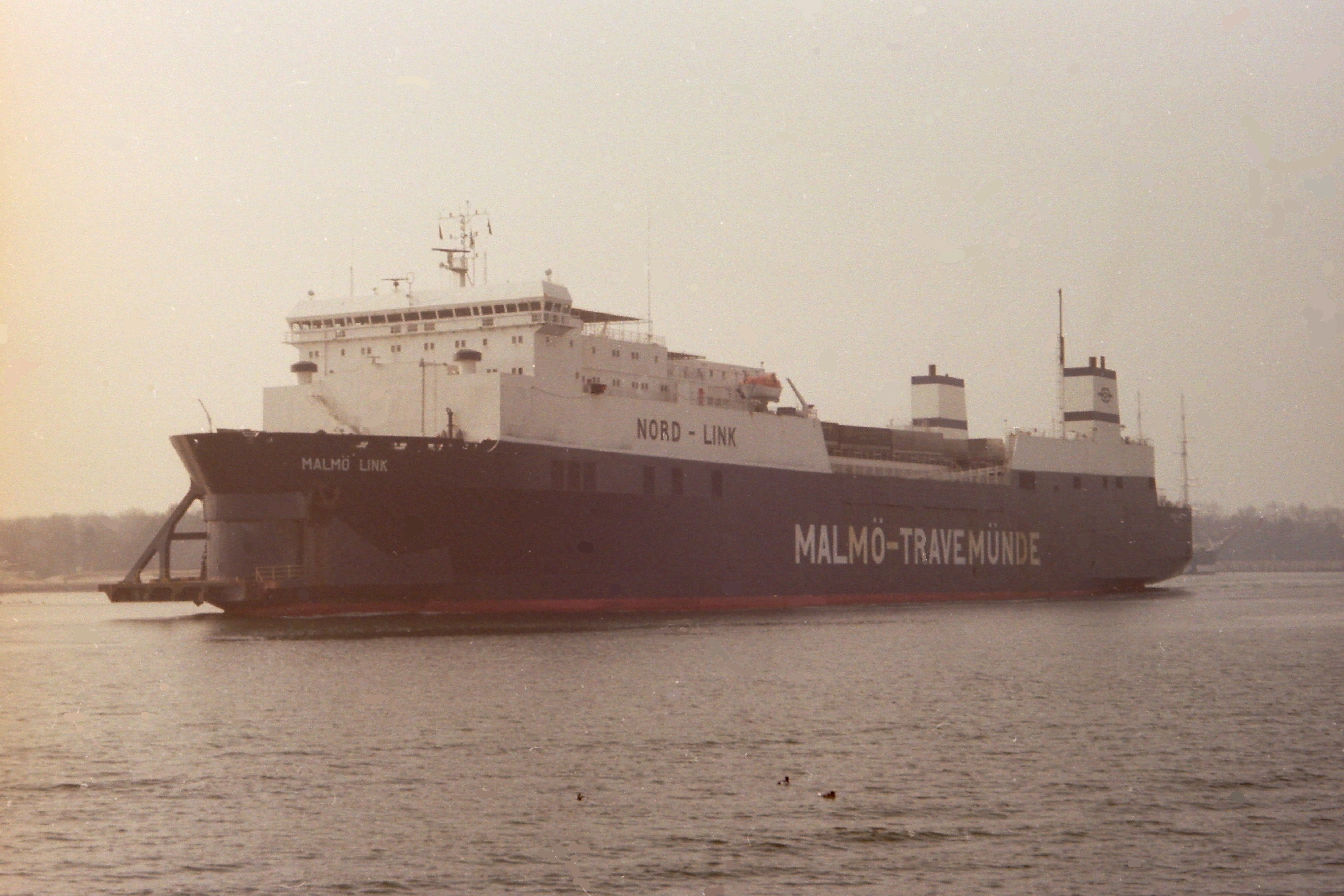
Die norwegische Fähre Malmö Link verlässt Travemünde im April 1993

Das Schiff war in den 1980er Jahren bei verschiedenen Reedereien im Einsatz. 1989 ging das Schiff an Nordö-Link. Nach einem Werftaufenthalt, bei dem eine Heckrampe eingebaut und die Bugkonstruktion verändert wurden, war das Schiff bis 2007 als Malmö Link zwischen Travemünde und Malmö im Einsatz.

### Ropax 1
Am 27. August 2007 wurde die Malmö Link ersetzt und zusammen mit ihrem Schwesterschiff, der Lübeck Link, an Channel Ferries mit Sitz in London verkauft. Das in Ropax 1 umbenannte Schiff verließ am 11. Januar 2008 Birkenhead in Richtung Tunesien, sein genaues Einsatzgebiet war jedoch nicht bekannt. Ab Januar 2008 charterte Cotunav das Schiff und setzte es zwischen Radès und Genua bzw. Marseille ein. 
2008 kaufte "Ropax 1 KS" das Schiff und vercharterte es ab November 2008 an European Red Sea Africa Line. Am 13. Dezember 2008 kollidierte das Schiff in Algeciras mit einem Öltanker, schlug Leck und wurde ab März 2009 wieder auf der Route eingesetzt.
Im April 2009 traf das Schiff schließlich in Griechenland ein und wurde ab Juni 2009 in Perama aufgelegt. Ab Oktober 2009 charterte Adriatic Lines das Schiff und betrieb es zwischen Korinth und Ravenna, ehe es ab Juni 2010 in Korinth aufgelegt wurde.

### Aqua Hercules
Nachdem das Schiff im Dezember 2010 zunächst aufgelegt worden war, kam es im Mai 2011 als Aqua Hercules wieder in Fahrt. Im Dezember 2010 charterte NEL Lines das Schiff und setzte es zwischen Korinth und Ancona ein, ehe es ab Ende des Jahres erneut in Korinth aufgelegt wurde. Ab Februar 2011 charterte NEL Lines das Schiff erneut und betrieb es zwischen Korinth und Ancona.
Ab November 2011 fuhr das Schiff zwischen Igoumenitsa und Bari und wurde im Juli 2012 in Igoumenitsa aufgelegt. Ab Oktober 2012 lag das Schiff in Perama auf. Ab November 2012 charterte Salem Al Makrania Cargo Co das Schiff und setzte es zwischen Mersin und Damietta ein. Seit Juli 2013 ist das Schiff in İskenderun aufgelegt.